# زبیان
زبیان (به انگلیسی: xebian) یک توزیع گنو/لینوکس است که بر مبنای توزیع دبیان و برای ایکس‌باکس پایه‌گذاری شده‌است.